# Îles Vierges britanniques aux Jeux du Commonwealth
Les Îles Vierges britanniques ont participé à tous les Jeux du Commonwealth depuis les Jeux de 1990 à Auckland. Ce territoire britannique d'outre-mer est représenté par de petites délégations, qui ont pris part à des épreuves d'athlétisme, de cyclisme sur route (Neil Thomas au contre-la-montre en 2006), de natation (Amarah Phillip et Elinah Phillip en 2014), et de squash (Joseph Chapman depuis 2006). Si la plus célèbre athlète des îles Vierges britanniques, la sprinteuse Tahesia Harrigan, atteint la finale du 100 mètres femmes en 2006 (où elle termine cinquième), la première médaille est obtenue en 2018 avec Kyron McMaster qui remporte la compétition sur 400 m haies. 

## Médaillés
| Nom            | Jeux | Médaille      | Discipline | Épreuves           | Résultat |
| -------------- | ---- | ------------- | ---------- | ------------------ | -------- |
| Kyron McMaster | 2018 | Médaille d'or | Athlétisme | 400 m haies hommes | 48 s 25  |